# Tomáš Huk
 (août 2017).
Tomáš Huk est un footballeur international slovaque né le 22 décembre 1994 à Košice. Il évolue au poste de défenseur au FK Dunajská Streda.

## Biographie

### En club
Il inscrit trois buts en première division slovaque lors de la saison 2014-2015 avec le club du FC VSS Košice.

### En équipe nationale
Avec les espoirs, il participe au championnat d'Europe espoirs en 2017, mais en restant sur le banc des remplaçants.
Il reçoit sa première sélection en équipe de Slovaquie le 8 janvier 2017, en amical contre l'Ouganda (défaite 3-1 à Abou Dabi).

## Palmarès
- Vainqueur de la Coupe de Slovaquie en 2014 avec le FC VSS Košice